# Maidenhead

Maidenhead en Berkshire.

Ubicación de Berkshire dentro de Inglaterra.

Maidenhead es una circunscripción electoral inglesa en Berkshire representada en la Cámara de los Comunes del Parlamento del Reino Unido. Desde su creación en las elecciones generales de 1997, el escaño lo ha ocupado la parlamentaria conservadora Theresa May, quien se desempeñó como ministra del Interior de 2010 a 2016 y como primera ministra de 2016 a 2019.
Se considera un escaño seguro para el Partido Conservador, ya que nunca ha estado en manos de ningún partido que no sea el Liberal Demócrata; ni ninguno de sus distritos electorales predecesores.